# طباعة باللمس

تموضع اليدين في لوحة المفاتيح العربية 101.

الطباعة باللمس أو الكتابة باللمس أو الطباعة العمياء (بالإنجليزية: Touch typing)‏ هو نظامُ كتابةٍ على لوحةِ المفاتيح يعتمِدُ على الذاكرة العضليةِ دون حاجةٍ إلى نظرٍ لإيجاد المفاتيح. رُغمَ دلالةِ المصطلحِ الحاليِة على الكتابةِ السريعةِ دون النظر، إلا أنه استُخدِم مصطلحُ الكتابةِ باللمسِ أساساً بسبب ارتباطه مع موضع الأصابع وتلامسها مع المفاتيح. يضع الكاتبُ أصابِعَه الثمانيةَ في صفٍّ أفقيٍّ ضمن صفوف لوحة المفاتيح يُسمّى صف الارتكاز أو الصف الأوسط، ويكون مرجعاً للأصابع بعد تحركها للأعلى أو الأسفل لتصل لسائر المفاتيح. تُسمّى الكتابة التي لا تعتمد على النظر ولا تعُدّ الصفَ الرئيسَ مرجعاً، الكتابة الهجينة. كما أن كلاً من الطباعة بيدَيْنِ والطباعة بيدٍ واحدةٍ مُتاح في هذا النظام من الكتابة.
كان فرانك إدوارد مكجورين طبَّاعاً مُختزلاً في محكمةٍ يُقدَّمَ دروساً في الطباعةِ باللمسِ. يُدّعى أنّه هو مُبتكر نظامِ الطباعةِ باللمس ذي خطِّ الارتكازِ في عام 1888م. في لوحة مفاتيح قياسيّة مثل كويرتي، تكونُ مفاتيحُ الارتكازِ لليد اليمنى «JKL;» ولليسرى «ASDF»، والمُكافئ لتلكمُ المفاتيحِ في لوحة المفاتيح العربية هي «كمنت» و«شسيب» توالياً.
معظمُ لوحاتِ المفاتيحِ ذاتُ نتوآتٍ بارزَةٍ على أحَدَيْ حروفِ خطِّ الارتكازِ، وهما غالباً حرفَيْ J وF المُناظِرَيْنِ للتاء والباء في لوحة المفاتيح العربية. تُستخدَمُ هذه الأشرطة ليتحسسها مستخدمو الطباعة باللمس لرَكْزِ أصابعهم في أماكنها الصحيحة. إنَّ الأسلوبَ الشائع الذي يُقارَن مع الطباعةِ باللمس لغير المتمرسين هو ما يُسمّى أسلوب كتابة الأصبعَيْن أو الصيد بالنقر، وهي الكتابة غير المنظمة بالأصابع. بدلاً من حفظ مواقع المفاتيح والتعودِ عليها، يعتمدُ غير المتمرسين على البحث عن كل مفتاحٍ والضغطِ عليه. وتُعدُّ هذه الطريقةُ أبطأُ من الطباعة باللمس لتضمنها عملية بحث عن المفتاح المناسب. هُناك أنماط كتابةٍ أخرى تمزجُ بين الاثنين. فعلى سبيلِ المثال، باستعمال طريقة الصيد بالنقر لكن مع زيادة عدد الأصابع المُستخدمة؛ أو الكتابة دون النظر في لوحة المفاتيح، لكن بأقل من ثمانية أصابعٍ. أو استعمال خط الارتكاز لكن مع إهمال إصبع الخنصر، حيثُ يُعتَبَرُ الأصبع الأضعف، لذا يجدُ كثيرٌ صعوبةً في ضغط المفاتيح باستخدامه.

## هيئة لوحة المفاتيح العربية

تخطيط لوحة المفاتيح العربية.

تُرتب لوحات المفاتيح العربية حسب الحروف الأكثر استخداماً، وتحتوي جميعها حروفاً عربيةً ولاتينيةً. تُستخدمُ الأخيرةُ لكتابة عناوين مواقع متصفح الويب والبريد الإلكتروني. غالباً ما تبدأ لوحات المفاتيح العربية بالحروف اللاتينية كويرتي «QWERTY»، إلا في دول المغرب العربي المتأثرة بالحماية الفرنسية عليها، حيث تأتي لوحات المفاتيح بِنَسَقِ أزرتي «AZERTY» للحروف اللاتينية. وعلى خلاف بقية اللغات، عند بداية كتابة كلمة على لوحة المفاتيح العربية تظهر الرموز من اليمين إلى اليسار وذلك بسبب طبيعة اللغة واتجاهها.
رُتّبَ ترميزُ اليونيكود للّغةِ العربيةِ وفق «ترتيب منطقي». أي أن الأحرف تُدخَل وتُخزَّنُ في ذاكرة الحاسوب في الترتيب الذي كانت الأحرف مكتوبةً به دون اهتمامٍ بشأن الاتجاه الذي ستُعرَضُ الأحرفُ به على الورق أو على الشاشة. وبذلك تكون مَوْضعَةُ الحروف في الاتجاه الصحيح أمراً متروكاً للمحرك، وذلك باستخدام قدرة يونيكود على الكتابة النصية في الاتجاهين. وعليه، إذا كانت الكلمات العربية على هذه الصفحة مكتوبةً من اليسار إلى اليمين، فهذه إشارةٌ إلى أن محرك اليونيكود المستخدم للعرض محرك قديم. هناك أدوات على الإنترنت، تسمح بإدخال الحروف العربية من دون وجود دعم مثبت للغة العربية على جهاز الحاسوب، ودون علمٍ بتخطيط لوحة المفاتيح العربية.
تُقسَّمُ لوحة المفاتيح لثلاثة صفوف:
1. صف الارتكاز وهو الصف الأوسط من لوحة المفاتيح، يبدأ من اليسار بحرف (A) أو (ش) وينتهي بـ (') أو (ط).
2. الصف العلوي والذي يبدأ من اليسار بحرف (Q) أو (ض) وينتهي بـ (]) أو (د).
3. الصف السفلي والذي يبدأ من اليسار بحرف (Z) أو (ئ) وينتهي بـ (/) أو (ظ).

## التاريخ والنشأة
إنّ الهيأةَ الأصلية لأولِ آلاتِ الكتابةِ الميكانيكيةِ كانت مُرتَّبةً أبجدياً. إلا أنّ الآلة تُعلِّق وتتوقف عن العمل لتكدساتٍ متكررةٍ في استخدامِ المفاتيح القريبةِ من بعضها بعضاً. ما دفعَ شركات التصنيع إلى إعادة ترتيب هيأة المفاتيح لأن تكون المفاتيح كثيرة الاستعمال بعيدةً عن بعضها بعضاً حتى لا تتسبب بأعطالٍ. وهذا يسمحُ أيضاً بتشغيل سطر الطباعة الآخر قبل أن يُغلِقَ الأول، وبهذا ارتفعت سرعة طباعة الآلة. كما أنَّ التوزيع المتساوي من الحمْلِ على الأصابع أدى إلى زيادة السرعة، إذ أنّ مفاتيح آلة الطباعة كانت قديماً صعبة النقر.
إنّ حساباتِ الحروفِ الأكثر استعمالاً كانت مُعتمدةً كُليّاً على اللغة، أي أنَّ هيآت لوحة المفاتيح ستكون مختلفةً بالنسبة لكل لغة. فعلى سبيل المثال، الدول المتحدثة بالإنجليزية تعتمد نظام كويرتي بينما الدول المتحدثة بالفرنسية فعتعمد نظام أمفتاحتي. رُغمَ أنَّ آلات الطباعة نادراً ما تُستعمل حالياً، إلا أنّ محاولاتِ تغييرِ هيأةِ لوحات المفاتيح لجعلها أكثر فعاليةً قد قوبلت بالتجاهل والرفض الكبير بسبب تعوّد وأُلفةِ الغالبية العظمى من الناس على الهيآت المتوفرة.
يُدَّعى أنّ رجلاً أمريكياً من سولت ليك، يُقالُ لهُ فرانك إدوارد مكجورين كان أوَّل من ابتكر نظام الكتابةِ باللمس. حيث في 25 يوليو، 1888م فاز فوزاً حاسماً ضد لويس تراوب في مُسابقة طباعة أُقيمَت في سينسيناتي، بأوهايو. عُرِضت النتائج في الصفحات الأولى في العديد من الصّحف. فاز مكجورين يومئذٍ 500 دولارٍ أمريكيٍّ (المكافئ لحوالي 13,300 دولارٍ أمريكيٍّ في 2020)، وأدى فوزَه إلى شهرةِ نظام كتابته. إلاّ أن هناك اختلافات حول ما إذا كان مكجورين أول مُستخدمٍ للكتابةِ باللمس أم مُجرَّد أول من أشهرها. حيثُ أنّ سرعات الكتابة التي توصّل إليها مُنافسون آخرون في مسابقات الطباعة تُشيرُ إلى أنَّهم كانوا يستعملون طُرُقاً مُماثلةً للكتابة باللمس.
في عام 1889م، صاغ بايتس توري الكلمات «الكتابة عبر اللمس» في مقالته. وفي عام 1890م، عرّفت لوفيزا إلين بولارد بارنز الكلمات «كَتَبَ بِلَمس» في كتابها كالآتي:
ابتُكِرت أول هيأة لمواضع الحروف على لوحة المفاتيح العربية على يد المخترع والفنان السوري سليم شبلي حداد عام 1899م.

## المحاسن والمزايا
نظام الطباعة باللمس يُوظّف جميع الأصابع العشرة ويُنظّم عملية توزيعها وتحركها، مما يرفع من كفاءة الكتابة على صورةٍ كبيرةٍ. مع الوقتِ.

ترفعُ الكتابةُ باللمس من كفاءة وسرعةِ الكتابة بمنهجيّتها وعدم اعتمادها على النظر للبحثِ عن المفاتيح.

### الدقة والسرعة
يرفعُ التدريبُ على الكتابةِ باللمس من سرعة كتابة الفرد ودقته على نحوٍ ملحوظٍ. تتراوح السرعات المتوسطة للأفراد من 30 إلى 40 ك/د (كلمةٍ في الدقيقةِ)، بينما من 60 إلى 80 ك/د هي السرعة اللازمة لإدراك أفكار الشخص. وجدت استبانةٌ لمايكروسوفت أن العديد من المُديرين يتوقعون من الموظفين إنجاز سرعة 50 ك/د على الأقل. إنّ الطّبّاعُ المحترف (كالسكرتير، مُدخل البيانات، وغيرها) يصل إلى سُرعةٍ تتجاوز 100 ك/د على نحوٍ مُستمرٍ. وتتطلّبُ المحافظةُ على السرعة العالية والدقة إلى مُمارسةٍ يوميّةٍ.

### تقليل التشتت
إنّ مستخدم الطباعة باللمس ليس بحاجةٍ لأن يُلقيَ نظرةً على لوحة المفاتيح كُل مرة بحاجة لطباعة كلمة. وهذا الأمرُ مُفيدٌ تحت الإضاءات السيئة للوحة المفاتيح أو الأوقات التي يحتاجُ فيها الكاتب إلى التركيز على ما يكتبه. مما يرفع من الإنتاجية ويُقلّل من عدد الأخطاء. وفي الوقتِ ذاته، هذا يُقلل من إجهاد العين حول البحث عن الحرف المناسب. تَصيرُ سلسلة الحركات اللازمة لكتابة أي كلمة تلقائيَّةً وتُدمج في حركةٍ انسابيَّةٍ واحدةٍ للأصابعِ. وهذا يجعل الكاتب يُركّز مباشرةً على استجلاب الأفكار بدلاً من التركيز على نقرات لوحة المفاتيح.

### الأخطاء الإملائية
عند تعلّم مُستخدم الحاسب على نظام الطباعة باللمس، فإنَّه يحفظ لاشعورياً مواضع مفاتيح لوحة المفاتيح من خلال الذاكرة العضلية في أصابعه ويدَيْهِ. هذه الذاكرة العضلية بإمكانها أيضاً مع الممارسة حفظ أبرز الأنماط للكلمات المتكررة والشائعة في اللغة؛ ولهذا، فإن كتابة الكلمات العربية كثيرة التكرار في النصوص يُصبح أمراً أسهل فأسهل مع الوقت. ما يجعل الكاتب أقل عرضة للوقوع في أخطاء إملائية.

### الإعاقات وصعوبات التعلم
تمتد محاسن الطباعة باللمس للأفراد الذين يُعانون مع إعاقةٍ بدنية أو صعوباتٍ في التعلم إلى أكثر من مجرد رفع كفاءة وسرعة الكتابة. الطباعة على لوحة المفاتيح أمرٌ أساسيٌّ للأشخاص الضريرين أو المُصابين بالعمى التام. حيث تمكنهم الطباعة باللمس من تلَمُّسِ لوحة المفاتيح دون النظر، والتواصل بفاعلية أكبر وأدق. تُساعد الطباعة باللمس الأشخاص المصابين بعسر القراءة، حيث أنها تركز على الإملاء الصحيح والنطق. وبتكرار رؤية الكلمات الشائعة وتفصيلها إلى مجموعة نقرات، يبدأ المتدرب بالتعرف عليها وإدراكها بمجرد النظر. كما تُعتَبر الطباعة العمياء بديلاً للمصابين بخلل أداء تنموي أو بعسر الكتابة.

## اختلافات حول المزايا
هناك العديد من أنظمة الكتابة تخلط بين طرق كتابة المبتدئين كالصيد والنقر، وبين الكتابة باللمس. على سبيل المثال، العديد من مستخدمو الصيد والنقر قد حفظوا مع كثرة الممارسة هيأة لوحة المفاتيح وتمكّنوا من الكتابة دون النظر إلى الشاشة تدريجياً. وجدت دراسةٌ حول 30 عينةٍ، أنّ الاختلافات طفيفةٌ بين متعلمي الطباعة باللمس وممارسي الطباعة الهجينة.

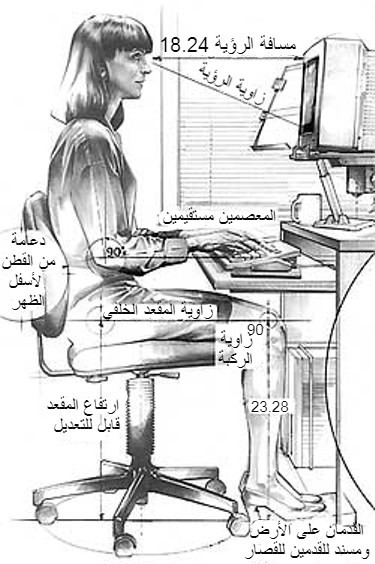
الطريقة السليمة للجلوس أمام الحاسوب للوقاية من التعرض لإصابات الإجهاد المتكرر.

وفقاً للدراسة، فإن «عدد الأصابع لا يُحدد سرعة الطباعة... الأشخاص الذين تعلموا ذاتياً تقنيات طباعة مختلفة، وُجدَ أنّ سرعتَهم مقاربة لسرعة الطُّبّاع المَهَرة... لم يكن الاعتماد على كثرة الأصابع، بل كانت هناك عواملٌ أخرى، فبدلاً من تحريك الأصابع على أقطار لوحة المفاتيح، ثبّتوا بعضاً من أصابعهم في مواقعَ مُعيّنةٍ.» إلا أنَّ الدراسةَ انتقِدت لاختيارها عيّناتٍ متوسط سرعة كتابتها 75 ك / د، لذا فإنّ استنتاجات الدراسة لا يُمكن تطبيقها للطُبّاعِ السريعين.

### الإصابات والمشكلات
إن الكتابة المستمرة على لوحة مفاتيح الحاسوب واستخدام الفأرة يتطلب تحرُّكاتٍ مُتكررةٍ قد تُؤدّي إلى إجهاد وضرر الأربطة، الأعصاب وعضلات الذراع واليد. إن الكاتبَ ذا السرعة العالية أكثرُ عرضةً لمخاطر التعرض لإصابة الإجهاد المتكرر من الكاتب البطيء الذي يكتبُ عبر «الصيد والنقر»؛ وذلك بسبب أن الكتابة البطيئة لا تُسبّب إجهاداً كالذي تُسببه الكتابة السريعة على فتراتٍ طويلةٍ مُستمّرةٍ.
تُضيفُ بيئةُ العمل الشائعة للمُحررين التي تتطلب منهم تحديث بيانات رقمية ثقلاً وسوءاً أكبر؛ ويعود السبب الأكبر في ذلك إلى وضعية الحواسيب بغير الطريقة المصممة لها، مما يجعل تحركات الفأرة ولوحة المفاتيح صعبة وغير طبيعية. وهذه هي الحالة بالخصوص في مواقع العمل القديمة، التي كانت مُصممة طاولاتها للكتابة والتحرير بالقلم لا بلوحة المفاتيح. ولتلافي هذه المشاكل المتعلقة بكثرة استخدام لوحات المفاتيح، فإنه يُنصَحُ بتقليل أوقات الكتابة المُتواصلة، واستخدام لوحات المفاتيح الأرغونومية.

## قياس السرعة
تُقاس سرعة الطباعة بوحدتَيْ كلمة في الدقيقة (تُكتَب اختصاراً: ك/د (بالإنجليزية: WPM)‏) وحرف في الدقيقة (تُكتب اختصاراً ح/د (بالإنجليزية: CPM)‏). كلمة في الدقيقة هي مقياسٌ لسرعة إدخال أو إخراج الكلمات، ابتكرت لقياس سرعة قراءة وكتابة شفرة مورس أثناء استقبالها وإرسالها. من أجل مُعايرة السرعة، تُعتَبرُ الكلمة مكونة من خمسة حروف أو نقرات على لوحة المفاتيح. فعلى سبيل المثال، تُعتبر «احتبس» كلمة واحدة بينما «الاحتباسات» كلمتين. وهذه المعايرة تسهل المقارنة عند قياس سرعة الإدخال بغض النظر عن اللغة أو الأجهزة المستخدمة. بذلك يمكن مقارنة سرعة كُتّاب من مختلف اللغات.
على وجهٍ تقديريّ، تُقسّمُ السرعات المتوسطة 40 ك / د، 35 ك / د، 23 ك / د إلى «سريع» و«متوسط» و«بطيء» على التوالي وذلك للمستخدمين غير المتمرسين. بينما تتراوح السرعة المتوسطة للكُتَّاب المُتمرّسين بين من 50 إلى 70 ك / د، وقد يصل موظفو أعمالٍ مُختصة بإدخال البيانات من 80 إلى 95 ك / د. بينما سرعة 120 ك / د فما فوق هي سرعة الكتاب المحترفين.
يُوصى للكتب الصوتية بأن تتراوح سرعة قراءتها إلى ما بين 150 و160 كلمةً في الدقيقة، وهو المدى المُريح والاعتيادي بالنسبة للعامة. بينما تكون العروض التوضيحية غالباً بين 100 إلى 125 كلمة في الدقيقة للحصول على سرعة سماعية مريحة.

## التعلم والتدريب

«موضع البدء»، وتظهرُ فيه الأصابع مُتمَوضِعةً على مفاتيح صف الارتكاز.

لبعض الأشخاص، تطورت الكتابة بأصبعين بكونها عادةً شخصيةً مع الوقت أكثر من كونها طريقةً مُختارةً؛ وذلك لعدم تعرّضهم لتوجيهٍ من هذا الجانب. وقد وُجدَ أن العديد ممن يكتبون بالصيد والنقر قد أبدوا رغبةً بتعلم نظام الكتابة باللمس، وبالخصوص عند تخطيطهم للعودة إلى الدراسة، أو رفع كفاءتهم وإنتاجيتهم أثناء العمل. فبالإضافة لكوْنِ الطباعة باللمس أسرع وأكثر عمليةً، فإنها أيضاً أكثر احترافيةً حسب تعبيرهم. مع ذلك، فإن الانتقال إلى الكتابة باللمس لا يمنح الكاتب سرعةً فوريةً. حيث على العكس، مستخدمو الصيد والنقر بحاجة إلى إعادة تعلم الأنماط الخاطئة التي كانوا يستخدمونها لسنواتٍ ويُطوّروا ذاكرةً عضليةً جديدةً. وهذا يأخذ وقتاً وممارسةً في البداية، وقد يظهر الإنجاز بطيئاً.

مواقعُ الطباعةِ على لوحة مفاتيح مُلوّنةً. كُلُّ لونٍ يُشيرُ إلى الإصبعِ المُختصّ به.

يبدأ مستخدمُ الطباعة باللمس بوضع أصابعه على «موضع البدء» في الصف الوسطي من لوحة المفاتيح. يتضمن التعليم عامّةً تمارينَ طباعةٍ تحتوي على حروفٍ قليلةٍ من ضمنِ صف الارتكاز (وهي الحروفُ المتضمنة في الكلمتين: كمنت شسيب). من المُهمّ تعلُّم مَوْضَعة الأصابع على مفاتيح خط البدء دون النظر إلى لوحة المفاتيح. حيث أن استعمال الحاسوب يتضمن مُفارقة اليدين عن لوحة المفاتيح لتحريك الفأرة أو ما شابه. ولهذا السبب، تحتوي لوحات المفاتيح على نتوآت على مفتاحَيْ خطِّ الارتكاز الرئيس، اللذين يكونان غالباً حرفَيْ التاء والباء أو J وF. وبهذا يتمكن الكاتب من مَوْضَعةِ أصابِعه دون الحاجة للنظر.
يُمكِنُ لسرعة الطباعة أن تتزايد تدريجياً إلى أن تصل لسرعة 60 ك / د أو أعلى. مُعدّل زيادة السرعة قد يختلف من شخصٍ لآخر، لكن على وجهٍ عامٍ فإنَّ نظام الطباعة باللمس قد يزيد السرعة على المدى الطويل لتصل إلى 120 ك / د. تُقدّمُ العديد من المواقع والتطبيقات دروساً لتعليم الطباعة العمياء، وعديدٌ منها مجانيٌّ. قد يكون تعلم الطباعة العمياء مُجهِداً على الذهن والأصابع في الفترة الأولى، لكن فَورَ تعلّمها إلى مُستوىً مُتمَرّسٍ، فإن عملية الطباعة سيقل إجهادها على الأصابع وتُصبحُ أكثرَ انسيابيَّةً.

### صف الارتكاز
يُعرَف صفُّ الارتكازِ (بالإنجليزية: Home row)‏ على أنَّه الصف الوسطي للآلة الكاتبة أو لوحة مفاتيح الحاسوب. تعتمدُ لوحات المفاتيح الإنجليزية الشائعة على هيأة كويرتي للوحة المفاتيح. حيث تكون فيها FDSA و; LKJهي مفاتيح الارتكاز في الصف لليدين اليمنى واليسرى توالياً؛ أو في لوحة المفاتيح العربية، تكون كمنت وشسيب. تُعرَف ت وب بأنهما نُقطتي الارتكاز. يُسمّى صف الارتكاز بذلك لأنَّ الكُتّابَ يتدربون على إبقاء أصابعهم على هذه المفاتيح ثم العودة إليها بعد نقرهم على مفتاحٍ آخر في صفٍّ غير صفّ الارتكاز.

### المفاتيح الطرفية
إنّ هناك إصبعان رئيسان للنقر على المفاتيح الموجودة على أطرف لوحة المفاتيح: إصبعا الخنصر والإبهام. يُستخدم الإبهامان للنقر على مفتاح المسافة وفي حالاتٍ نادرة للضغط على مفتاح تبديل. بينما يُستعمل الخنصران في اليمين واليسار للنقر على بقية المفاتيح في طرفي لوحة المفاتيح اليمنى واليُسرى. والتي تتضمن: مفتاح العالي، مفتاح شفت، مفتاح التحكم، مفتاح ويندوز، وكذلك المفاتيح المخصصة للخنصر الأيمن مثل مفتاح الإرجاع، مفتاح الحذف، ومفتاح الإدخال، وغيرها... بينما يُخصص مفتاح الهروب للخنصر الأيسر.

### الوضعية والنظام
رغمَ أن نظام الطباعة باللمس يُركّز على تنظيم حركة الأصابع ومواضعها على لوحة المفاتيح، إلا أنها غالباً ما تبدأ بالجلسة الصحيحة على الحاسوب. ثم وَضع أصابع اليدين. والتهيئة للكتابة تكون كالآتي:
1. اجلس بظهرٍ مُعتدلٍ مُلامسٍ للكرسي.
2. ارخِ ذراعَيك واجعل كوعك ذو زاوية قائمة.
3. مد رجليك حتى تصل إلى مستوى الأرض.
4. ضع أصابع يديْك على صف الارتكاز.
5. احنِ أصابع يديك ولا تجعلها ممدودة.
6. ضع إصبعَيْ الإبهام على مفتاح المسافة.

#### اليد اليمنى
- ينتقل إصبع السبابة من حرف (ت / j) إلى الأحرف (ع / u) و(ة / m) و(غ / y) و(ا / h) و(ى / n).[41]
- ينتقل إصبع الوسطى من حرف (ن / K) إلى الأحرف (ه / I)، و(و / ,)
- ينتقل إصبع البنصر من حرف (م / l) إلى الأحرف (خ / o)، و(ز /.).
- ينتقل إصبع الخنصر من حرف (ك / ;) إلى أحرف (ح / p)، و(د / ])، و(ج / [) و(ط / ‘)، و(ظ /) ومفتاح (الإدخال / Enter) ومفتاح (الإرجاع backspace).

#### اليد اليسرى
- ينتقل إصبع السبابة من حرف (ب / F) إلى الأحرف (ق / R)، و(ر / V)، و(ف / T)، و(ل / G)، و(لا / B).[41]
- ينتقل إصبع الوسطى من حرف (ي / D) إلى الأحرف (ث / E)، و(ؤ / C).
- ينتقل إصبع البنصر من حرف (س / S) إلى الأحرف (ص / W)، و(ء / X).
- ينتقل إصبع الخنصر من حرف (ش / A) إلى الأحرف (ض / Q)، و(ئ / Z)، بالإضافة إلى مفتاحَيْ الإزاحة الأيسر ومفتاح تاب.

## الاختلافات والأنظمة الأخرى

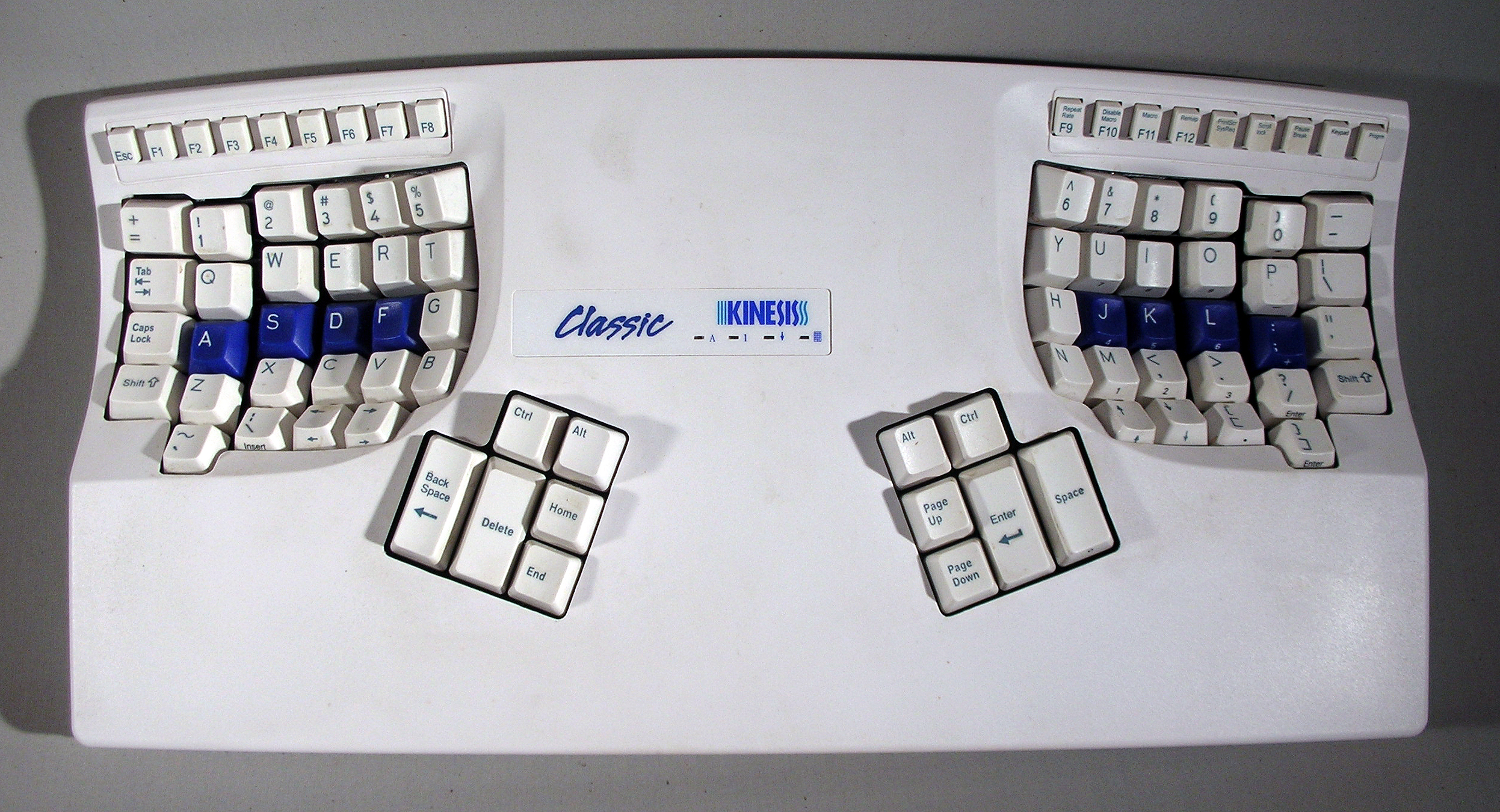
لوحة مفاتيح من نوع كايناسيس، تُعدّ من لوحات المفاتيح الأرغونوميَّة.

تختلف أنظمة الكتابة باللمس اختلافاتٍ طفيفةً من بلد لآخر. على سبيل المثال قد تختلف بعض الأنظمة العربية على اعتبار مفاتيح الـد وج وح من اعتبار البنصر اليمنى والـخ من اختصاص الخنصر، وتذهب أنظمة أخرى لضم مفتاح ح إلى الخنصر.
ظهرت أنظمة أخرى للطباعة العمياء تختلف فيها اختلافاتٍ بسيطةٍ عن النظام الاعتيادي. ففي ستينيات 1960م، ظهرت تقنيةٌ تُوظّف إصبع الخنصر في نقر المفتاحين: 1 2, وإصبع الخنصر للمفتاح: 3, والوسطى — 4, والسبابة اليسرى للمفاتيح 5 و6. على الجانب المقابل من لوحة المفاتيح، تُستعمل السبابة اليمنى للمفتاح 7 والوسطى للمفتاح 8؛ و9, للبنصر وأخيراً 0 للخنصر. وتعكس هاتان الطريقتان الأزمنة التي لم يكن يُستعمل فيها أحد المفتاحين 0 أو 1. كما أن هناك لوحات مفاتيح أرغونوميَّة مُصمّمةٌ لكلتَيْ الطريقتين. حيث ينفصل جانِبا لوحة المفاتيح في المفتاحين: 5 و6 أو إن كان على الطريقة الأخرى في 6 و7.

## معرض صور

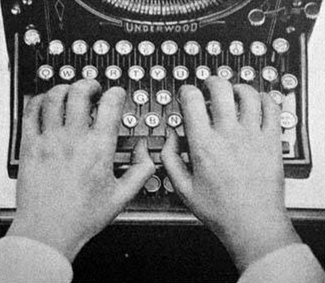
الوضع الافتراضيّ للإصابع في نظام الكتابة باللمس على آلةٍ كاتبةٍ قديمةٍ.
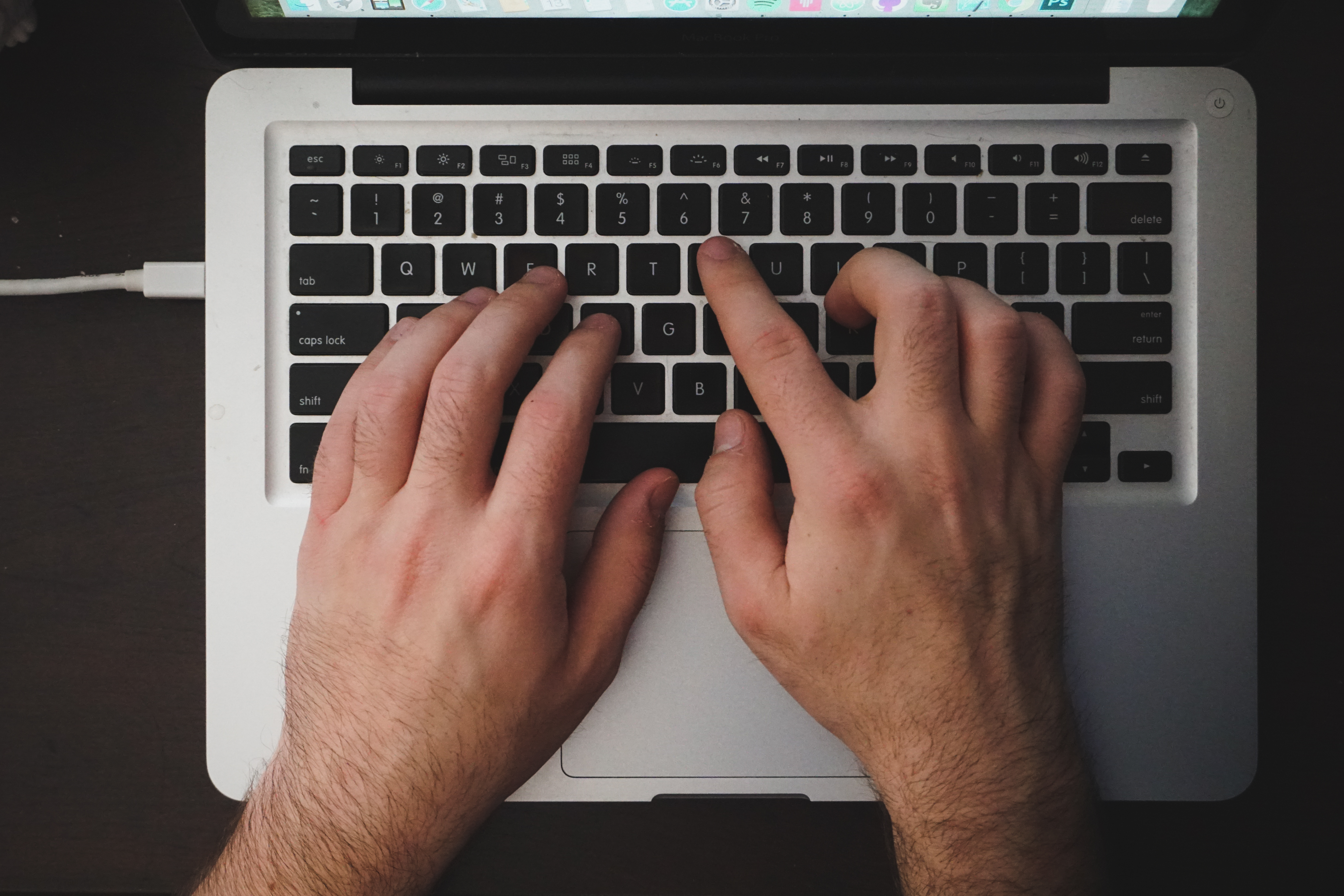
ترتكزُ جميعُ الأصابع على «خط الارتكاز» الذي يُعدُّ مرجعاً لها. فبعد نقرِ كل إصبعٍ الزرّ المطلوب، تعود إليه.
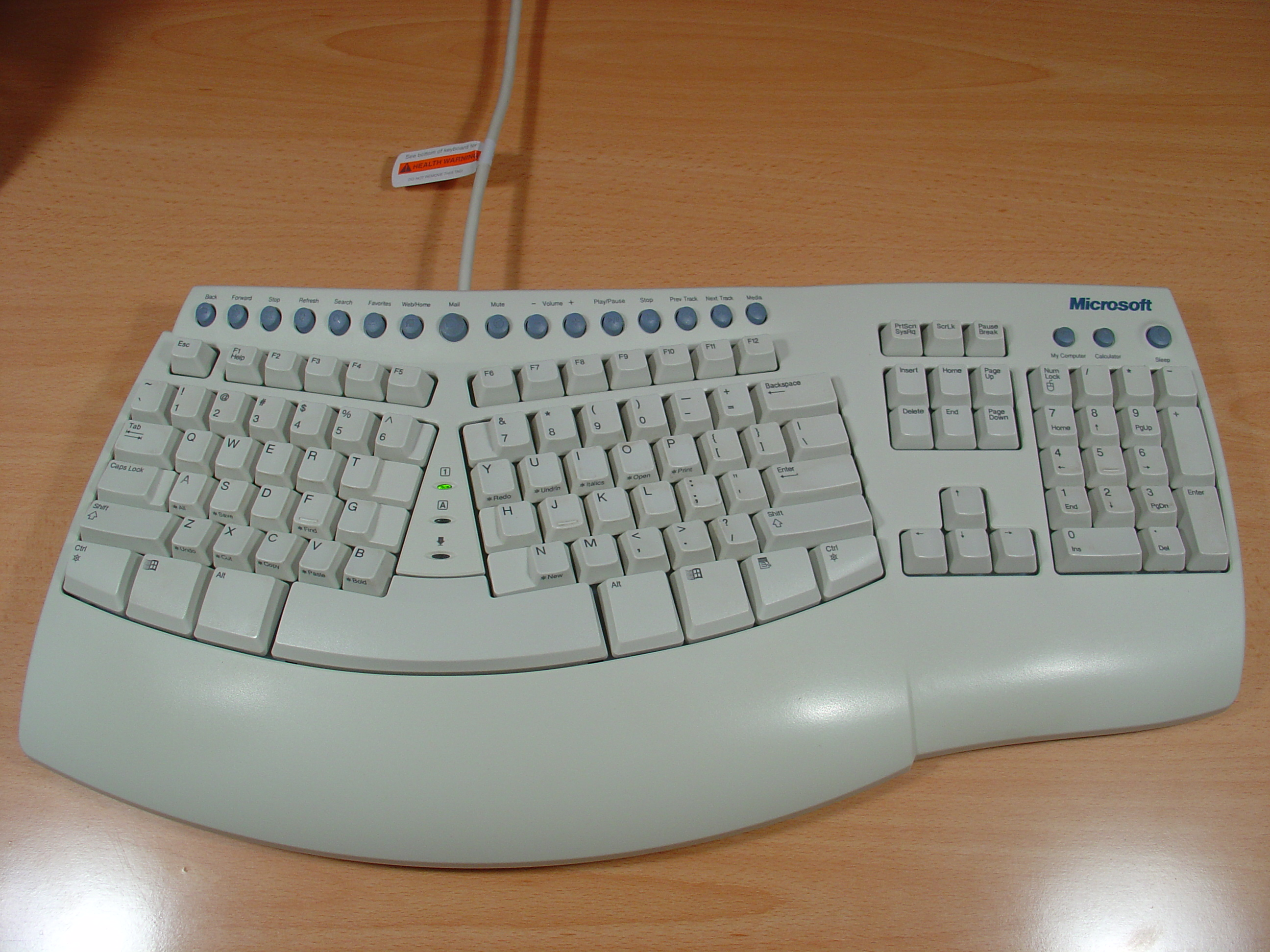
لوحة مفاتيح مايكروسوفت من عام 1999م، أُطلَِق عليه اسم "Natural Keyboard Pro".
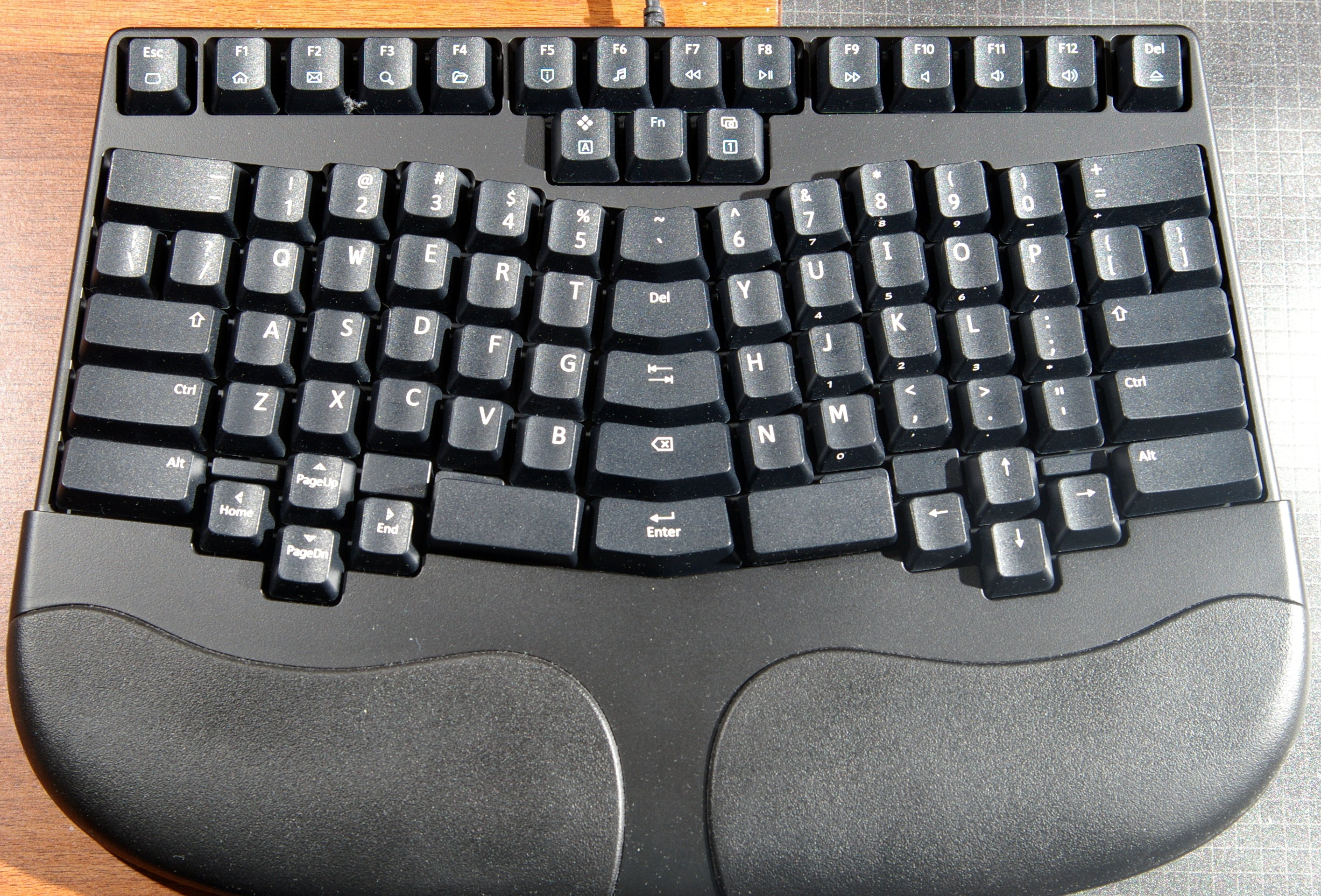
لوحة مفاتيح من نسق كويرتي. يُلاحظ فيها انحناءات المفاتيح بسبب كونها أرغومونية.
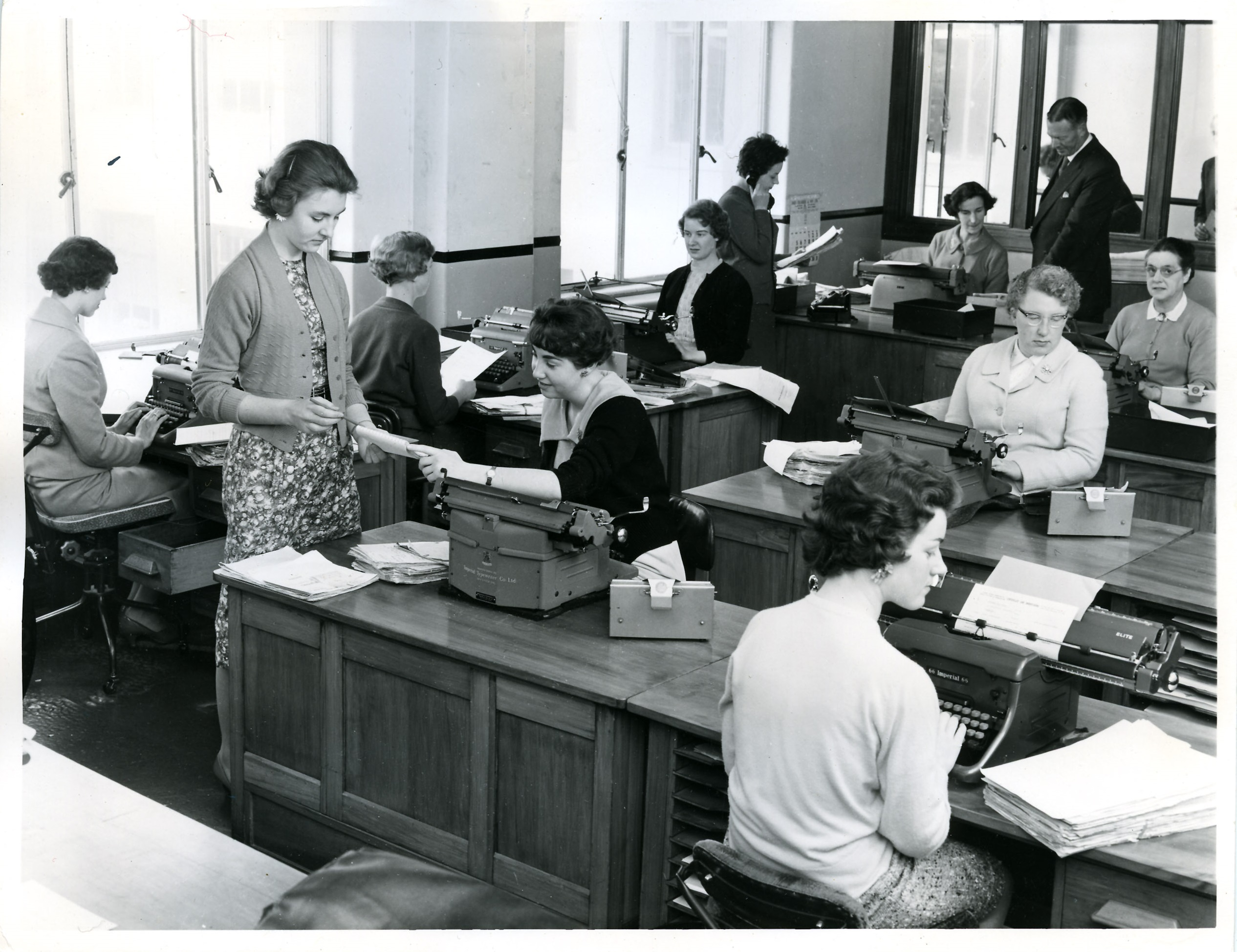
مكتب التحرير الرئيس لإحدى الشركات النيوزلندية، عام 1959م. وظيفة العمل كمحرر تتطلب سرعة كبيرة في إنجاز كمية من النصوص.
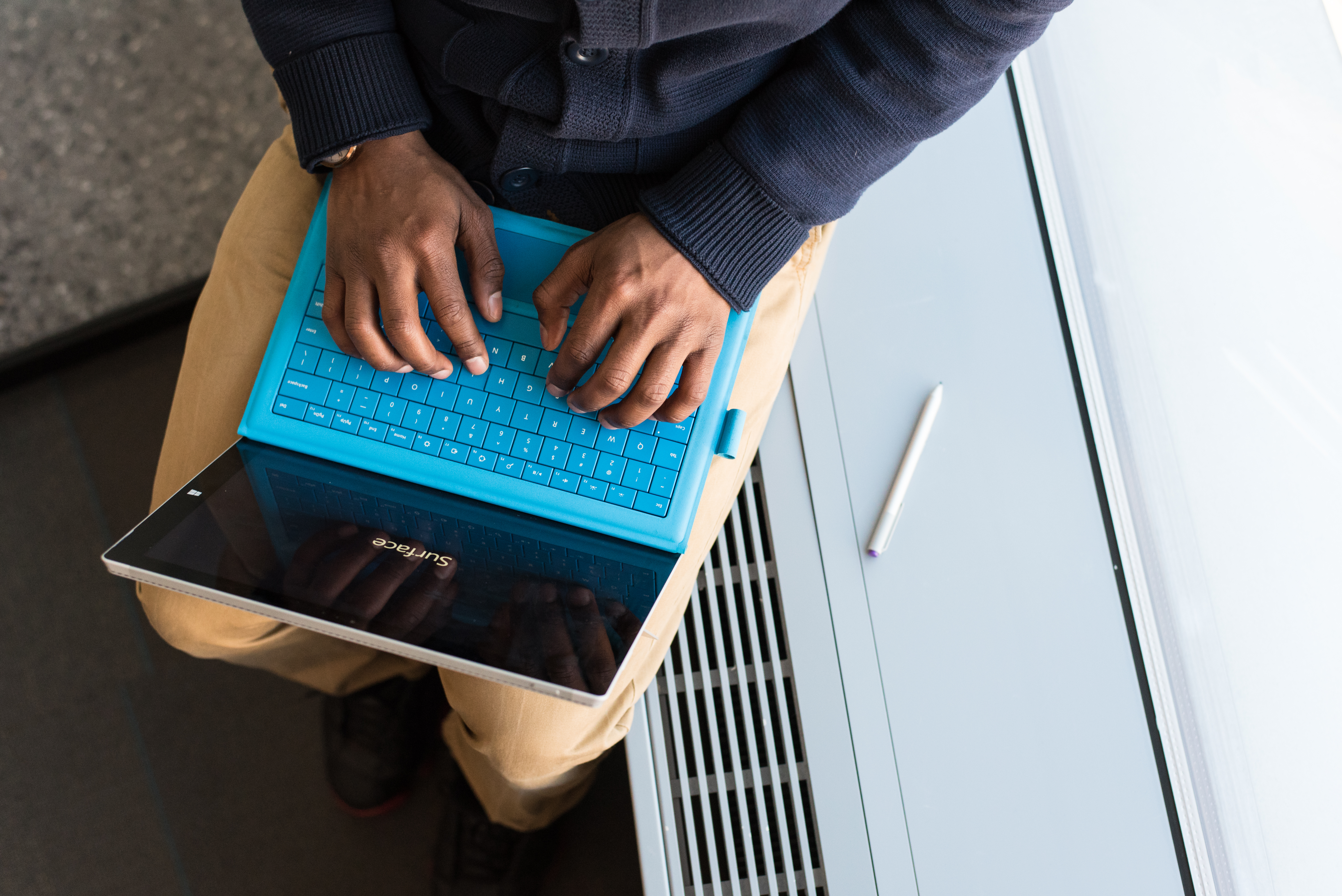
هيأة الآلة الكاتبة لا زالت موجودة في الحواسيب الحديثة.

### هيئات وتخطيطات مختلفة للوحة المفاتيح العربية

تخطيط آلة الكتابة العربية المبتكرة عام 1899 على يد الفنان السوري سليم شبلي حداد.
تخطيط آلة الكتابة العربية المبتكرة عام 1914 على أيدي فيليب واكد وسليم حداد.
تخطيط لوحة المفاتيح لأجهزة IBM PC
تخطيط لوحة المفاتيح لأجهزة ماكنتوش
تخطيط لوحة المفاتيح لأجهزة صخر/MSX

## وصلات خارجية
- قائمة ببرامج مجانية باللغة الإنجليزية لتعلُّمِ الكتابة باللمس.
- موقع مدرب الطباعة باللغة العربية لتعلُّمِ الكتابةِ باللمس.
- لوحة المفاتيح العربية: للكتابة بالعربية على الإنترنت دون الحاجة للوحة مفاتيح.